# Adolf Oertmann

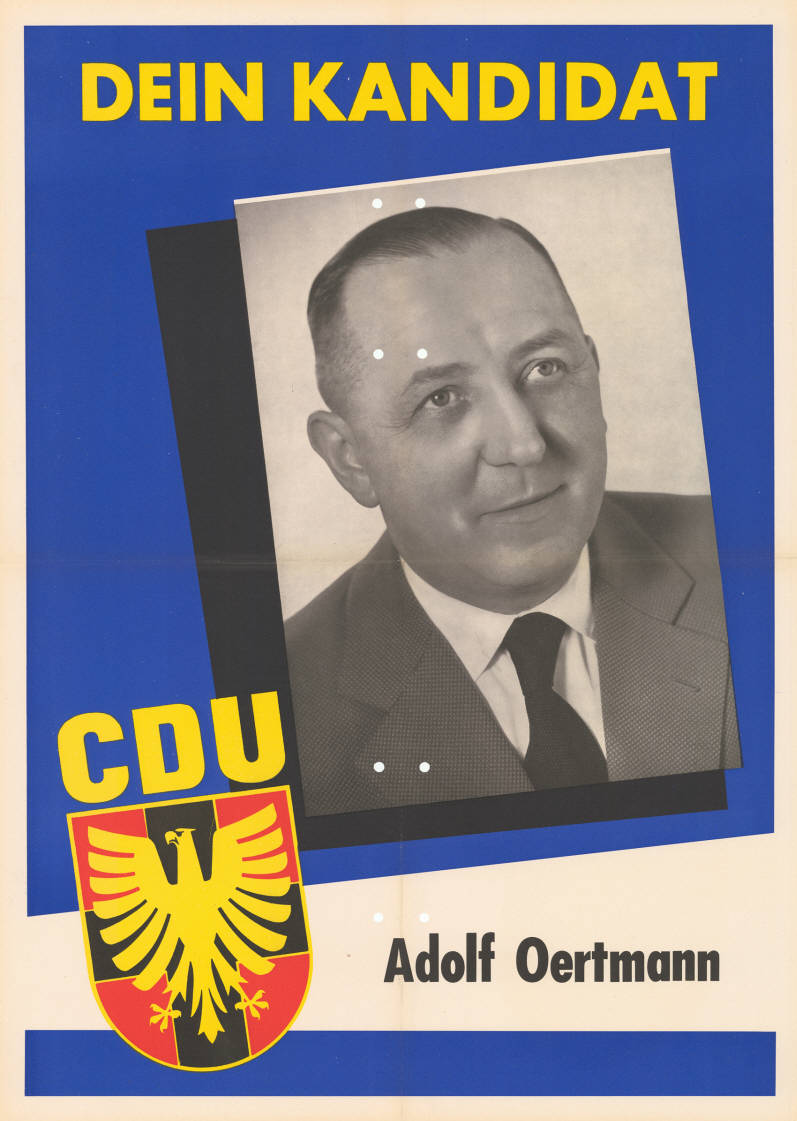
Adolf Oertmann auf einem Wahlplakat zur Landtagswahl in Nordrhein-Westfalen 1958

Adolf Oertmann (* 11. Juni 1903 in Warendorf; † 29. Juli 1983) war ein deutscher Politiker und Landtagsabgeordneter der CDU.

## Leben und Beruf
Nach dem Besuch der Volksschule absolvierte er eine Maschinenschlosserlehre und war dann in diesem Beruf tätig. Ab 1925 besuchte er das Technikum Lage. 1928 schloss er die Schule mit der Prüfung zum Maschineningenieur ab. Er war danach im Stickstoffwerk Erkenschwick und im technischen Büro der Zeche Ewald Fortsetzung beschäftigt. Zuletzt war er Maschinenfahrsteiger.
1945 trat er der CDU bei. Er war in zahlreichen Gremien der Partei aktiv.

## Abgeordneter
Vom 21. Juli 1958 bis zum 20. Juli 1962 war Oertmann Mitglied des Landtags des Landes Nordrhein-Westfalen. Er wurde im Wahlkreis 091 Recklinghausen-Land-Südwest direkt gewählt. Dem Stadtrat der Stadt Oer-Erkenschwick gehörte er von 1945 bis 1946 und dem Kreistag des Landkreises Recklinghausen ab 1956 an.